# رودولف كاتزر
رودولف كاتزر (بالألمانية: Rudolf Katzer) هو دراج ألماني متخصص في سباق الدراجات على المضمار. شارك في دورة الألعاب الأولمبية الصيفية وفاز بميدالية أولمبية.

## الميداليات
| الميدالية | المسابقة                       |
| --------- | ------------------------------ |
| فضية      | الألعاب الأولمبية الصيفية 1908 |

## روابط خارجية
- رودولف كاتزر على موقع أرشيف الدراجات (الإنجليزية)
- رودولف كاتزر على موقع أوليمبيديا (الإنجليزية)
- profile